# Associazione Sportiva Jesi 1951-1952
Questa pagina raccoglie le informazioni riguardanti l'Associazione Sportiva Jesi nelle competizioni ufficiali della stagione 1951-1952.

## Rosa
| N. |                   | Ruolo | Calciatore         |
| -- | ----------------- | ----- | ------------------ |
|    | Italia (bandiera) | C     | Nando Barchiesi    |
|    | Italia (bandiera) | C     | A. Cariffi         |
|    | Italia (bandiera) | C     | Astorre Cattabrini |
|    | Italia (bandiera) | C     | G. Fazi            |
|    | Italia (bandiera) | A     | G. Jola            |
|    | Italia (bandiera) | C     | Dino Lucianetti    |
|    | Italia (bandiera) | C     | A. Memè            |

| N. |                   | Ruolo | Calciatore       |
| -- | ----------------- | ----- | ---------------- |
|    | Italia (bandiera) | C     | E. Rimicci       |
|    | Italia (bandiera) | C     | I. Sordi         |
|    | Italia (bandiera) | A     | Giorgio Speranza |
|    | Italia (bandiera) | A     | O. Stentella     |
|    | Italia (bandiera) | A     | Florindo Stocchi |
|    | Italia (bandiera) | P     | E. Zacchi        |
|    | Italia (bandiera) | A     | Leo Zavatti      |